# Fabrica de ofițeri
Fabrica de ofițeri (titlul original: în germană Fabrik der Offiziere) este titlul unui film german realizat în anul 1960 sub regia lui Frank Wisbar. În același an este publicat un roman cu același titlu, scris de Hans Hellmut Kirst.

## Rezumat
Acțiunea filmului are ca figură centrală pe locotenentul major Krafft (Helmut Griem), un idealist care acuză de crimă un Fähnrich (sublocotenent) nazist. 
Filmul începe cu prezentarea unei școli militare a Wehrmachtului în timpul celui de al doilea război mondial care pregătea ofițeri pentru front ca pe bandă rulantă. Loconentul Krafft este înzestrat cu un simț deosebit al dreptății, lucru care i-a produs nenumărate neplăceri cu superiorii, urmate de pedepse. Ajuns ofițer pentru a supraviețui războiul, el caută pe cât posibil să evite conflictele. Însă Krafft este însărcinat de general, cu investigarea unui caz, în care un camarad este omorât de o explozie. Cu toate că se bănuia că este vorba de un accident, cercetările lui Krafft descoperă o crimă. Fähnrich Hochbauer ar fi tăiat cu intenție prea scurt fitilul de aprindere. Krafft continuă cercetările contra ofițerului nazist, în munca lui caută să-l citeze ca martor pe Fähnrich Böhmke. Böhmke fiu de preot, fiind înfricoșat de acuzat își retrage declarația. Hochbauer fără a-și recunoaște vinovăția, se sinucide. Judecătorul militar începe să-l învinuască de moartea lui Hochbauer, pe Krafft. Între timp se descoperă la general în urma unei percheziții, material care-l demască pe general că face parte din grupa care plănuia un atentat contra lui Hitler. Generalul și Böhmke sunt arestați, iar Krafft care-l atacă pe judecător va fi împușcat de gestapo, pe când Hochbauer este considerat ca victima conspirației.

## Distribuție
- Helmut Griem – locotenentul Krafft
- Horst Frank – căpitanul Feder
- Carl Lange – general-maior Modersohn
- Peter Carsten – căpitanul Katers
- Erik Schumann – căpitanul Rathshelm
- Karl John – maiorul Frey
- Paul Edwin Roth – Oberfeldrichter Wirrmann
- Lutz Moik – sublocotenentul Kramer
- Folker Bohnet – sublocotenentul Böhmke
- Xenia Pörtner – Marion Feder
- Margaret Jahnen – Sybille Bachner
- Gisela Tantau – Elfriede Rademacher
- Margitta Scherr – Irene Jablonski
- Axel Scholtz – sublocotenentul Moesler
- Johannes Grossmann – sublocotenentul Hochbauer

## Literatură
- Hans Hellmut Kirst. Fabrik der Offiziere. Roman. Goldmann, München, 1988, 719 p., ISBN 3-442-06588-7